# 화요드라마 리그
화요드라마 리그(일본어: 火曜ドラマリーグ)는 TV 아사히 계열에서 매주 화요일 20:00 -20:54의 드라마이다.

## 작품 소개
- 《결혼·내가 좋아합니까》
- 《청춘 오프사이드! 여교사와 열혈 일레븐》
- 《자정을 달려 빠지는》
- 《언니의 아침 돌아》
- 《수증기 여대생 소동》
- 《아빠는 걱정증》
- 《언니의 아침 돌아2》
- 《선생님은 제멋대로》
- 《유령 여고생》
- 《야가미 군의 가정 사정》
- 《연인을 만드는 100가지 방법》
- 《SALE!》
- 《Change!》